# Campo da Boa Esperança

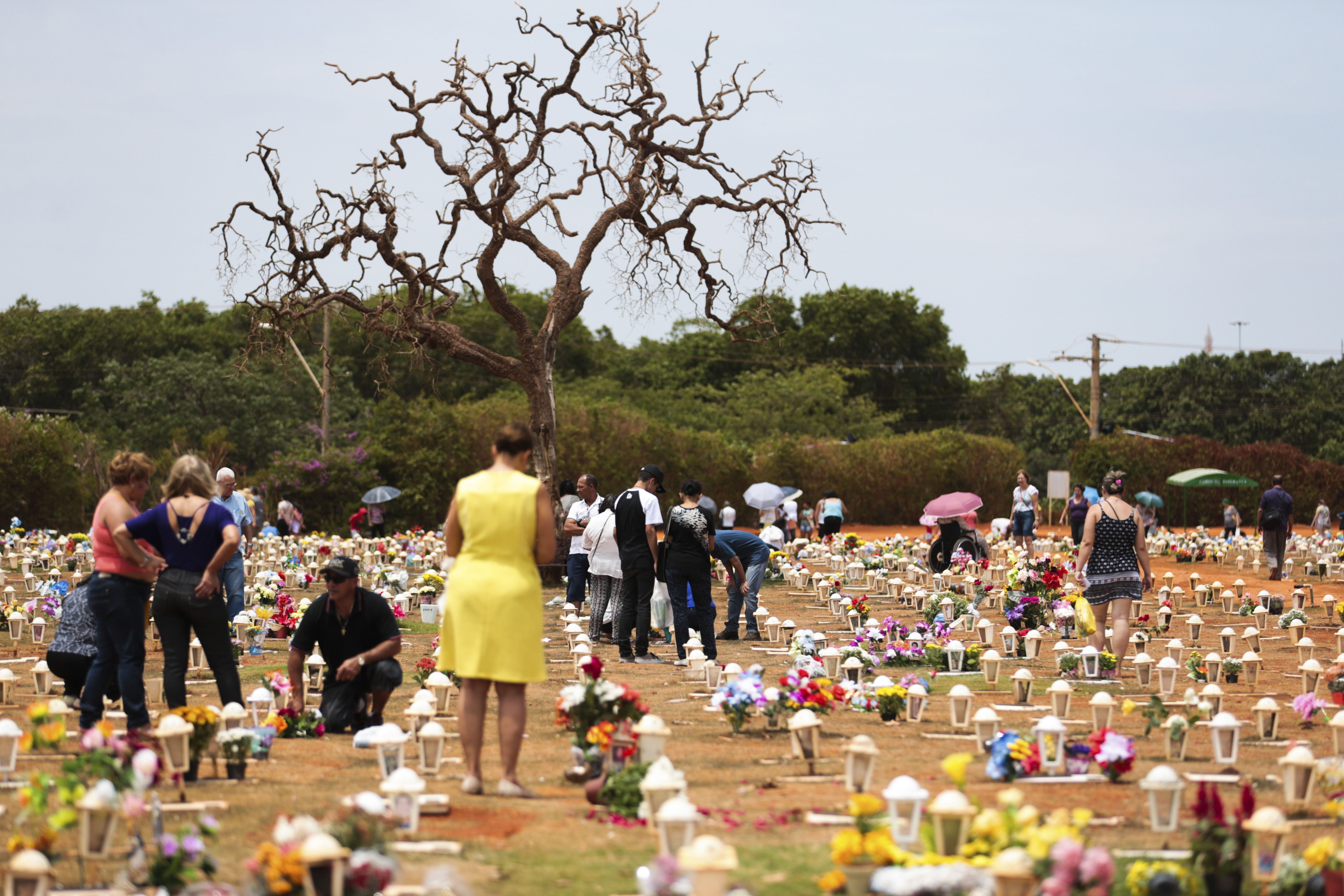
Campo da Esperança no Dia de Finados de 2016

O Cemitério Campo da Esperança, mais conhecido como Campo da Esperança, é o cemitério público de Brasília, capital do Brasil.

## Sepultamentos notáveis
- Ademar Ghisi[2]
- Aldir Passarinho[3]
- Alexandre Alves Costa[4]
- Alfredo Stroessner[5]
- Ana Lídia Braga[6]
- Antonio Paes de Andrade[7]
- Athos Bulcão[8]
- Antônio Gonçalves de Oliveira[9]
- Antonio Paes de Andrade[10]
- Arnaldo da Costa Prieto[11]
- Bernardo Sayão Carvalho Araújo[12]
- Carlos Chagas[13]
- Cristiana Lôbo[14]
- Décio Miranda[15]
- Dilermando Gomes Monteiro
- Dulcina de Moraes[16]
- Ernâni Sátiro[17]
- Firmino Paz[18]
- Flávio Portela Marcílio[19]
- Francisco Xavier de Albuquerque[20]
- Geraldo Brindeiro[21]
- Geraldo Mesquita[22]
- Golbery do Couto e Silva[23]
- Jaime Portela de Melo[24]
- Jarbas Passarinho[25]
- João Batista Ramos[26]
- João Leitão de Abreu[27]
- João Herculino de Souza Lopes[28]
- Joaquim Roriz[29]
- José Alencar Furtado[30]
- José Carlos de Almeida Azevedo[31]
- José Hugo Castelo Branco[32]
- Lauro Campos
- Márcia Kubitschek[33]
- Marco Maciel[34]
- Maurício José Corrêa[35]
- Moreira Alves[36]
- Octávio Aguiar de Medeiros[37]
- Orlando Brito[38]
- Orlando Geisel[39]
- Paulo Francisco Torres
- Petrônio Portela[40]
- Pompeu de Sousa[41]
- Prisco Viana[42]
- Sarah Kubitschek[43]
- Sebastião Curió[44]
- Sepúlveda Pertence[45]
- Sigmaringa Seixas[46]
- Silvestre Péricles de Góis Monteiro[47]
- Último de Carvalho[48]
- Vladimir Carvalho[49]
- Wagner Estelita Campos[50]
- Walter Sá[51]
- Wanderley Dantas[52]